# Sportverein Wacker Burghausen 2010-2011
Questa voce raccoglie le informazioni riguardanti lo Sportverein Wacker Burghausen nelle competizioni ufficiali della stagione 2010-2011.

## Stagione
Nella stagione 2010-2011 il Wacker Burghausen, allenato da Jürgen Press e Mario Basler, concluse il campionato di 3. Liga al 18º posto. In Coppa di Germania il Wacker Burghausen fu eliminato al primo turno dal Borussia Dortmund.

## Rosa
| N. |                     | Ruolo | Calciatore           |
| -- | ------------------- | ----- | -------------------- |
| 1  | Germania (bandiera) | P     | René Vollath         |
| 2  | Germania (bandiera) | D     | Patrick Wolf         |
| 3  | Germania (bandiera) | C     | Ronald Schmidt       |
| 4  | Germania (bandiera) | C     | Björn Hertl          |
| 5  | Germania (bandiera) | D     | Peter Hackenberg     |
| 6  | Germania (bandiera) | D     | Alexander Eberlein   |
| 7  | Germania (bandiera) | C     | Christian Holzer     |
| 8  | Germania (bandiera) | D     | Sören Halfar         |
| 13 | Nigeria (bandiera)  | A     | Joseph Olumide       |
| 14 | Germania (bandiera) | D     | Christoph Burkhard   |
| 15 | Germania (bandiera) | C     | Markus Grübl         |
| 16 | Nigeria (bandiera)  | D     | Darlington Omodiagbe |
| 17 | Spagna (bandiera)   | C     | Diego León           |
| 18 | Germania (bandiera) | C     | Tobias Huber         |

| N. |                     | Ruolo | Calciatore          |
| -- | ------------------- | ----- | ------------------- |
| 19 | Germania (bandiera) | A     | Thomas Kreß         |
| 20 | Germania (bandiera) | C     | Christian Brucia    |
| 21 | Germania (bandiera) | C     | Maxi Thiel          |
| 22 | Germania (bandiera) | D     | Marco Holz          |
| 23 | Germania (bandiera) | D     | Thomas Leberfinger  |
| 25 | Ghana (bandiera)    | A     | Eric Agyemang       |
| 26 | Germania (bandiera) | A     | Christoph Behr      |
| 27 | Germania (bandiera) | A     | Christian Cappek    |
| 28 | Germania (bandiera) | P     | Manuel Schönhuber   |
| 29 | Germania (bandiera) | C     | Patryk Mrowca       |
| 29 | Germania (bandiera) | A     | Christian Knappmann |
| 32 | Germania (bandiera) | A     | Fajton Celani       |
| 34 | Germania (bandiera) | D     | Tobias Schröck      |
| 35 | Germania (bandiera) | C     | Harald Bonimeier    |

## Organigramma societario
Area tecnica
- Allenatore:
- Allenatore in seconda: Georgi Donkov
- Preparatore dei portieri: Bernd Meier
- Preparatori atletici:

## Calciomercato

### Sessione estiva
| Acquisti | Acquisti             | Acquisti                 | Acquisti |
| R.       | Nome                 | da                       | Modalità |
| -------- | -------------------- | ------------------------ | -------- |
| A        | Orhan Akkurt         | Heimstetten              |          |
| A        | Christoph Behr       | Wacker Burghausen II     |          |
| D        | Alexander Eberlein   | Sandhausen               |          |
| A        | Manuel Fischer       | Stoccarda II             |          |
| D        | Peter Hackenberg     | Energie Cottbus          |          |
| D        | Sören Halfar         | Paderborn                |          |
| A        | Martin Hess          | Eintracht Francoforte II |          |
| A        | Thomas Kreß          | Wacker Burghausen II     |          |
| C        | Markus Neumayr       | Rot-Weiss Essen          |          |
| A        | Joseph Olumide       | Amburgo II               |          |
| D        | Darlington Omodiagbe | Rot Weiss Ahlen          |          |
| P        | Manuel Schönhuber    | Wacker Burghausen II     |          |
| C        | Maxi Thiel           | Wacker Burghausen U17    |          |
| P        | René Vollath         | Hoffenheim II            |          |

| Cessioni | Cessioni            | Cessioni         | Cessioni |
| R.       | Nome                | a                | Modalità |
| -------- | ------------------- | ---------------- | -------- |
| A        | Fikri El Haj Ali    | Rot-Weiß Erfurt  |          |
| D        | Benjamin Gorka      | Osnabrück        |          |
| A        | Thomas Hamberger    | Buchbach         |          |
| D        | Sergej Jakirović    | Sesvete          |          |
| D        | Patrick Kirsch      | Preußen Münster  |          |
| D        | Michael Kokocinski  | Rosenheim 1860   |          |
| D        | Sven Kresin         | TSV Landsberg    |          |
| A        | Thomas Kurz         | Bayern Monaco II |          |
| C        | Andreas Niederquell | TSV Ampfing      |          |
| P        | Manuel Riemann      | Osnabrück        |          |
| D        | Martin Schmidt      | FSV Hollenbach   |          |
| C        | Oliver Stadlbauer   | SV Pasching 16   |          |

### Sessione invernale
| Acquisti | Acquisti            | Acquisti        | Acquisti |
| R.       | Nome                | da              | Modalità |
| -------- | ------------------- | --------------- | -------- |
| A        | Christian Knappmann | Rot Weiss Ahlen |          |

| Cessioni | Cessioni       | Cessioni           | Cessioni |
| R.       | Nome           | a                  | Modalità |
| -------- | -------------- | ------------------ | -------- |
| A        | Manuel Fischer | Heidenheim II      |          |
| C        | Markus Neumayr | Thun               |          |
| P        | Andreas Michl  | SV Pasching 16     |          |
| A        | Orhan Akkurt   | Heimstetten        |          |
| A        | Martin Hess    | Sportfreunde Lotte |          |

## Risultati

### 3. Liga

#### Girone di andata
| Arbitro: | Unger |

|          |           |                                               |
| Hess 55’ | Marcatori | 18’, 52’ Löning 45’ (aut.) Hackenberg 88’ Ulm |

| Arbitro: | Thomsen |

|          |           |                       |
| Kurz 56’ | Marcatori | 90’ (aut.) Riedmüller |

| Arbitro: | Kempter |

|            |           |          |
| Holzer 22’ | Marcatori | 80’ Bohl |

| Arbitro: | Schmidt |

|                            |           |  |
| Zellner 3’ (rig.) Buch 81’ | Marcatori |  |

| Arbitro: | Benedum |

|          |           |           |
| Hess 45’ | Marcatori | 34’ Hille |

| Arbitro: | Wingenbach |

|          |           |  |
| Sulu 66’ | Marcatori |  |

| Arbitro: | Welz |

|               |           |  |
| Omodiagbe 87’ | Marcatori |  |

| Arbitro: | Fischer |

|                          |           |              |
| von Walsleben-Schied 42’ | Marcatori | 19’ Agyemang |

| Arbitro: | Dankert |

|                                      |           |               |
| Agyemang 23’ Burkhard 58’ Halfar 62’ | Marcatori | 14’ Steegmann |

| Arbitro: | Unger |

|                |           |           |
| Grieneisen 52’ | Marcatori | 19’ Hertl |

| Arbitro: | Schmidt |

|            |           |                                   |
| Cappek 52’ | Marcatori | 28’ Tunjić 79’ Hoffmann 90’ Jerat |

| Arbitro: | Thomsen |

|  |           |                           |
|  | Marcatori | 49’ Burkhard 53’ Agyemang |

| Arbitro: | Nowak |

|            |           |              |
| Breier 52’ | Marcatori | 65’ Agyemang |

| Arbitro: | Blos |

|                                                      |           |                             |
| Eberlein 14’, 68’ Kopilaš 44’ (aut.) Lenz 62’ (aut.) | Marcatori | 4’ Costa 45’, 47’ Rathgeber |

| Arbitro: | Sönder |

|                                      |           |  |
| Kumbela 20’ Kruppke 64’ Calamita 72’ | Marcatori |  |

| Arbitro: | Glasmacher |

|                         |           |                                           |
| Cappek 11’ Agyemang 71’ | Marcatori | 2’ Truckenbrod 23’ Kurbjuweit 90’ Reimann |

| Arbitro: | Seidel |

|                               |           |              |
| Mayer 11’, 49’, 63’ Spann 69’ | Marcatori | 76’ Eberlein |

| Arbitro: | Schmidt |

|  |           |                      |
|  | Marcatori | 40’ Esswein 52’ Koch |

| Arbitro: | Christ |

|                       |           |            |
| Pisano 12’ Sieger 65’ | Marcatori | 48’ Cappek |

#### Girone di ritorno
| Arbitro: | Thomsen |

|                   |           |            |
| Löning 80’ (rig.) | Marcatori | 47’ Halfar |

| Arbitro: | Blos |

|                          |           |  |
| Eberlein 4’ Burkhard 54’ | Marcatori |  |

| Arbitro: | Alt |

|                                     |           |  |
| Brosinski 42’ Janjić 67’ Sailer 90’ | Marcatori |  |

| Arbitro: | Petersen |

|  |           |                    |
|  | Marcatori | 50’ Schweinsteiger |

| Arbitro: | Sönder |

|  |           |             |
|  | Marcatori | 5’ Agyemang |

| Arbitro: | Unger |

|                                 |           |                           |
| Knappmann 32’ Agyemang 41’, 50’ | Marcatori | 38’ Lechleiter 56’ Dausch |

| Arbitro: | Kampka |

|          |           |              |
| Zedi 15’ | Marcatori | 84’ Agyemang |

| Arbitro: | Steinberg |

|              |           |                                             |
| Knappmann 4’ | Marcatori | 45’, 60’ Lartey 58’ Pannewitz 74’ Vujanović |

| Arbitro: | Schriever |

|  |           |                                                     |
|  | Marcatori | 13’ Agyemang 39’ Knappmann 48’ Halfar 54’ Omodiagbe |

| Arbitro: | Glasmacher |

|                          |           |               |
| Omodiagbe 58’ Holzer 87’ | Marcatori | 34’ Schindler |

| Arbitro: | Osmers |

|                         |           |  |
| Mitterhuber 6’ Thee 89’ | Marcatori |  |

| Arbitro: | Wingenbach |

|              |           |                         |
| Eberlein 48’ | Marcatori | 5’ Prochnow 64’ Hebisch |

| Arbitro: | Nowak |

|                                       |           |                                            |
| Knappmann 17’ Halfar 79’ Agyemang 90’ | Marcatori | 11’ Vier 34’ Holzhauser 60’, 88’ Benyamina |

| Arbitro: | Kempter |

|                                 |           |  |
| Rathgeber 26’ (rig.) Occéan 88’ | Marcatori |  |

| Burghausen 19 aprile 2011, ore 19:00 CEST 34ª giornata | Wacker Burghausen | 0 – 0 referto | Eintracht Braunschweig | Wacker-Arena (2 840 spett.)\| Arbitro: \| Petersen \| |
| Arbitro:                                               | Petersen          |               |                        |                                                       |

| Arbitro: | Kunzmann |

|             |           |  |
| Eckardt 83’ | Marcatori |  |

| Arbitro: | Metzen |

|                            |           |                       |
| Omodiagbe 54’ Agyemang 88’ | Marcatori | 67’ Spann 75’ Bagceci |

| Arbitro: | Drees |

|                                 |           |  |
| Esswein 40’ Schuppan 63’ (rig.) | Marcatori |  |

| Arbitro: | Kampka |

|                                               |           |                                                     |
| Schmidt 16’ (rig.) Agyemang 80’ Knappmann 90’ | Marcatori | 21’ Lerandy 45’ (rig.) Zeitz 71’ Stiefler 88’ Özbek |

### Coppa di Germania
| Arbitro: | Fritz |

|  |           |                                       |
|  | Marcatori | 4’ Barrios 13’ Subotić 48’ Großkreutz |

## Statistiche

### Statistiche di squadra
| Competizione      | Punti | In casa | In casa | In casa | In casa | In casa | In casa | In trasferta | In trasferta | In trasferta | In trasferta | In trasferta | In trasferta | Totale | Totale | Totale | Totale | Totale | Totale | DR  |
| Competizione      | Punti | G       | V       | N       | P       | Gf      | Gs      | G            | V            | N            | P            | Gf           | Gs           | G      | V      | N      | P      | Gf     | Gs     | DR  |
| ----------------- | ----- | ------- | ------- | ------- | ------- | ------- | ------- | ------------ | ------------ | ------------ | ------------ | ------------ | ------------ | ------ | ------ | ------ | ------ | ------ | ------ | --- |
| 3. Liga           | 37    | 19      | 6       | 4       | 9       | 31      | 38      | 19           | 3            | 6            | 10           | 15           | 28           | 38     | 9      | 10     | 19     | 46     | 66     | -20 |
| Coppa di Germania | -     | 1       | 0       | 0       | 1       | 0       | 3       | 0            | 0            | 0            | 0            | 0            | 0            | 1      | 0      | 0      | 1      | 0      | 3      | -3  |
| Totale            | 37    | 20      | 6       | 4       | 10      | 31      | 41      | 19           | 3            | 6            | 10           | 15           | 28           | 39     | 9      | 10     | 20     | 46     | 69     | -23 |

### Andamento in campionato
| Giornata  | 1  | 2  | 3  | 4  | 5  | 6  | 7  | 8  | 9  | 10 | 11 | 12 | 13 | 14 | 15 | 16 | 17 | 18 | 19 | 20 | 21 | 22 | 23 | 24 | 25 | 26 | 27 | 28 | 29 | 30 | 31 | 32 | 33 | 34 | 35 | 36 | 37 | 38 |
| --------- | -- | -- | -- | -- | -- | -- | -- | -- | -- | -- | -- | -- | -- | -- | -- | -- | -- | -- | -- | -- | -- | -- | -- | -- | -- | -- | -- | -- | -- | -- | -- | -- | -- | -- | -- | -- | -- | -- |
| Luogo     | C  | T  | C  | T  | C  | T  | C  | T  | C  | T  | C  | T  | T  | C  | T  | C  | T  | C  | T  | T  | C  | T  | C  | T  | C  | T  | C  | T  | C  | T  | C  | C  | T  | C  | T  | C  | T  | C  |
| Risultato | P  | N  | N  | P  | N  | P  | V  | N  | V  | N  | P  | V  | N  | V  | P  | P  | P  | P  | P  | N  | V  | P  | P  | V  | V  | N  | P  | V  | V  | P  | P  | P  | P  | N  | P  | N  | P  | P  |
| Posizione | 18 | 15 | 15 | 19 | 17 | 19 | 16 | 15 | 13 | 14 | 15 | 13 | 12 | 10 | 11 | 13 | 15 | 16 | 17 | 15 | 16 | 18 | 18 | 15 | 15 | 14 | 15 | 13 | 12 | 13 | 16 | 16 | 17 | 17 | 17 | 17 | 18 | 18 |

Legenda:

Luogo: C = Casa; T = Trasferta. Risultato: V = Vittoria; N = Pareggio; P = Sconfitta.

### Statistiche dei giocatori
| Giocatore      | 3. Liga  | 3. Liga | 3. Liga     | 3. Liga    | Coppa di Germania | Coppa di Germania | Coppa di Germania | Coppa di Germania | Totale   | Totale | Totale      | Totale     |
| Giocatore      | Presenze | Reti    | Ammonizioni | Espulsioni | Presenze          | Reti              | Ammonizioni       | Espulsioni        | Presenze | Reti   | Ammonizioni | Espulsioni |
| -------------- | -------- | ------- | ----------- | ---------- | ----------------- | ----------------- | ----------------- | ----------------- | -------- | ------ | ----------- | ---------- |
| E. Agyemang    | 29       | 13      | 4           | 0          | 0                 | 0                 | 0                 | 0                 | 29       | 13     | 4           | 0          |
| O. Akkurt      | 4        | 0       | 0           | 0          | 1                 | 0                 | 0                 | 0                 | 5        | 0      | 0           | 0          |
| C. Behr        | 15       | 0       | 3           | 0          | 0                 | 0                 | 0                 | 0                 | 15       | 0      | 3           | 0          |
| H. Bonimeier   | 1        | 0       | 0           | 0          | 0                 | 0                 | 0                 | 0                 | 1        | 0      | 0           | 0          |
| C. Brucia      | 33       | 0       | 7           | 0          | 1                 | 0                 | 1                 | 0                 | 34       | 0      | 8           | 0          |
| C. Burkhard    | 35       | 3       | 5           | 1          | 1                 | 0                 | 0                 | 0                 | 36       | 3      | 5           | 1          |
| C. Cappek      | 17       | 3       | 2           | 0          | 0                 | 0                 | 0                 | 0                 | 17       | 3      | 2           | 0          |
| F. Celani      | 0        | 0       | 0           | 0          | 0                 | 0                 | 0                 | 0                 | 0        | 0      | 0           | 0          |
| A. Eberlein    | 30       | 5       | 2           | 1          | 1                 | 0                 | 0                 | 0                 | 31       | 5      | 2           | 1          |
| M. Fischer     | 2        | 0       | 0           | 0          | 1                 | 0                 | 0                 | 0                 | 3        | 0      | 0           | 0          |
| M. Grübl       | 32       | 0       | 10          | 0          | 1                 | 0                 | 1                 | 0                 | 33       | 0      | 11          | 0          |
| P. Hackenberg  | 12       | 0       | 1           | 0          | 0                 | 0                 | 0                 | 0                 | 12       | 0      | 1           | 0          |
| S. Halfar      | 33       | 4       | 3           | 0          | 1                 | 0                 | 1                 | 0                 | 34       | 4      | 4           | 0          |
| B. Hertl       | 20       | 1       | 8           | 1          | 1                 | 0                 | 0                 | 0                 | 21       | 1      | 8           | 1          |
| M. Hess        | 12       | 2       | 1           | 0          | 1                 | 0                 | 0                 | 0                 | 13       | 2      | 1           | 0          |
| M. Holz        | 21       | 0       | 6           | 0          | 0                 | 0                 | 0                 | 0                 | 21       | 0      | 6           | 0          |
| C. Holzer      | 36       | 2       | 3           | 0          | 1                 | 0                 | 0                 | 0                 | 37       | 2      | 3           | 0          |
| T. Huber       | 0        | 0       | 0           | 0          | 0                 | 0                 | 0                 | 0                 | 0        | 0      | 0           | 0          |
| C. Knappmann   | 19       | 5       | 0           | 0          | 0                 | 0                 | 0                 | 0                 | 19       | 5      | 0           | 0          |
| T. Kreß        | 0        | 0       | 0           | 0          | 0                 | 0                 | 0                 | 0                 | 0        | 0      | 0           | 0          |
| T. Leberfinger | 21       | 0       | 5           | 0          | 0                 | 0                 | 0                 | 0                 | 21       | 0      | 5           | 0          |
| D. León        | 11       | 0       | 0           | 0          | 0                 | 0                 | 0                 | 0                 | 11       | 0      | 0           | 0          |
| A. Michl       | 3        | 0       | 0           | 0          | 1                 | 0                 | 0                 | 0                 | 4        | 0      | 0           | 0          |
| P. Mrowca      | 0        | 0       | 0           | 0          | 0                 | 0                 | 0                 | 0                 | 0        | 0      | 0           | 0          |
| M. Neumayr     | 4        | 0       | 2           | 0          | 1                 | 0                 | 0                 | 0                 | 5        | 0      | 2           | 0          |
| J. Olumide     | 11       | 0       | 0           | 0          | 1                 | 0                 | 0                 | 0                 | 12       | 0      | 0           | 0          |
| D. Omodiagbe   | 26       | 4       | 9           | 0          | 1                 | 0                 | 0                 | 0                 | 27       | 4      | 9           | 0          |
| R. Schmidt     | 27       | 1       | 7           | 0          | 0                 | 0                 | 0                 | 0                 | 27       | 1      | 7           | 0          |
| T. Schröck     | 0        | 0       | 0           | 0          | 0                 | 0                 | 0                 | 0                 | 0        | 0      | 0           | 0          |
| M. Schönhuber  | 1        | 0       | 0           | 0          | 0                 | 0                 | 0                 | 0                 | 1        | 0      | 0           | 0          |
| M. Thiel       | 8        | 0       | 0           | 0          | 0                 | 0                 | 0                 | 0                 | 8        | 0      | 0           | 0          |
| R. Vollath     | 36       | 0       | 7           | 0          | 0                 | 0                 | 0                 | 0                 | 36       | 0      | 7           | 0          |
| P. Wolf        | 32       | 0       | 5           | 0          | 0                 | 0                 | 0                 | 0                 | 32       | 0      | 5           | 0          |